# قلعه عراد

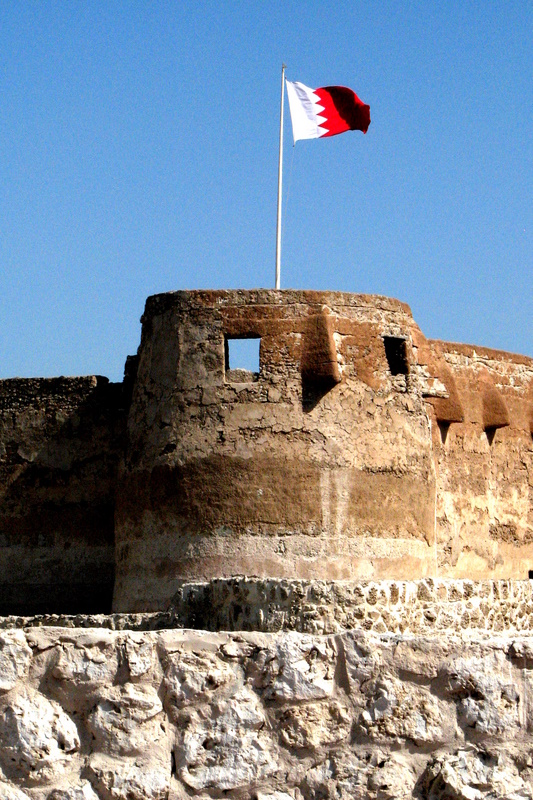
تصویری از قلعه عراد در کشور بحرین

قلعه عراد به عربی ( قلعة عَراد ) نام قلعه‌ای تاریخی در کشور پادشاهی بحرین است، و یکی از نقاط دیدنی بحرین به‌شمار می‌آید. «قلعه عراد» در شمال غربی شهرک عراد، و در کرانهٔ «خلیج عراد» واقع شده‌است. نام قلعه از نام (أرادوس) گرفته شده‌است، این نام پرتغالی‌ها هنگام اشغال شهر محرق توسط آنان در قرن ۱۶ میلادی بر روی این جزیره گذاشته بودند که بعدها به به نام «عراد» تحریف شده‌است. در سال ۱۸۰۰ میلادی عمانی‌ها به سر پرستی سلطان بن أحمد محرق را اشغال می‌کنند، پس استقرار عمانی‌ها در منطقه به دستور «سلطان بن أحمد» برادرش سعید بن أحمد والی عراد می‌شود، وی در سال ۱۲۱۵ هجری قمری این قلعه را ینبادگذاری نمود ومقر حکم خود قرار دارد.

## موقع ومشخصات قلعه
«قلعه عراد» در ساحل جنوبی جزیره محرق بنا شده‌است، در این ناحیه یک قنات آبی دریایی وجود داشته بوده که از جانب ساکنان محلی جزیره کنترل می‌شده‌است وکشتی‌های بیگانه از ورود به جزیره ممانعت می‌شده‌است. قلعه بر فراز این قنات ساخته شده‌است. «قلعه عراد» مربع شکل است، و دارای ۴ برج دائره أی مانند است که در چهار ضلع قلعه قرار دارند، در برج جنوبی توپ بزرگی قرار داده بودند که هنوز بحالت سالم دیده می‌شود، دهانه توپ رو بطرف دریا است. و در درون برج غربی نیز یک توپ قدیمی، وباقی مانده أی از گلولهٔ آن وآثاری از توپچیان دوران پیشین به چشم می‌خورد. دور تا دور قلعه خندقی حفر نموده بودند وآنرا پر از آب می‌کردن تا دشمت نتواند به قلعه ومقر حاکم نزدیک شود. قلعه دارای یک درب ورودی می‌باشد.

## باز سازی
این قلعه بعد از ترمیم وباز سازی که در سال ۱۹۸۰ میلادی توسط دولت انجام شده‌است، یکی از معالم بارز و گردشگری استان محرق گردیده‌است، وگردشگران از مناطق داخل و خارج بحرین به سویش می‌شتابند.